# Watt Works
Watt Works is een platenlabel, opgericht door Carla Bley en Michael Mantler. 
Op dit label, dat gelieerd is aan ECM Records te München worden albums uitgebracht van jazzmusicus Carla Bley en haar partner Steve Swallow, al dan niet bijgestaan door andere musici.
Watt Works heeft ook nog een sublabel XtraWatt; dat label brengt albums uit van (ex-)leden van de band(s) en/of bigband(s) van Bley.
Anno 2007 zijn er rond de 30 albums uitgebracht.

## Albums
- Watt 34: 2007: Carla Bley : The Lost Chords find Paolo Fresu